# Witterkind
Witterkind, Widukind (755 – Enger, 810. január 7.) a pogány szászok híres vezére a Nagy Károly ellen viselt harcokban.

## Élete
Witterkind, vagy Widukind vesztfáliai szász nemes családból származott. 774-ben fellázította Vesztfáliát, de Nagy Károly a Weser folyóig szorította vissza a szászokat és nagyobbrészt megadásra kényszerítette őket. Widukind a dánokhoz menekült, de 777-ben ismét felkelést támasztott. Ezt Nagy Károly újból leverte, a szászokat Paderbornban egyezségre és hódolatra bírta. Widukind e közben Siegfried jütlandi királyhoz menekült, kinek nőül vette leányát is. Ezután többször, 782-ben és 783-ban is háborút viselt a császárral, de mindig eredménytelenül. 
785-ben elvesztve bizalmát a régi istenekhez, Nagy Károly táborában jelent meg és Attignyban 785-ben a keresztény hitet is felvette. 
A népmonda szerint Nagy Károly a szászok hercegévé tette.  Widukind békében uralkodott Lübeck melletti várában (Babilonieból), 807-ben a Gerold sváb herceg ellen vezetett háborúban esett el. 
Widukindtől származtatja le magát a braunschweigi és szárdiniai fejedelmi család is.